# 18 septembrie
ianuarie • februarie • martie  • aprilie  • mai  • iunie  • iulie  • august  • septembrie  • octombrie  • noiembrie  • decembrie
18 septembrie este a 261-a zi a calendarului gregorian și a 262-a zi în anii bisecți. Mai sunt 104 zile până la sfârșitul anului.

## Evenimente

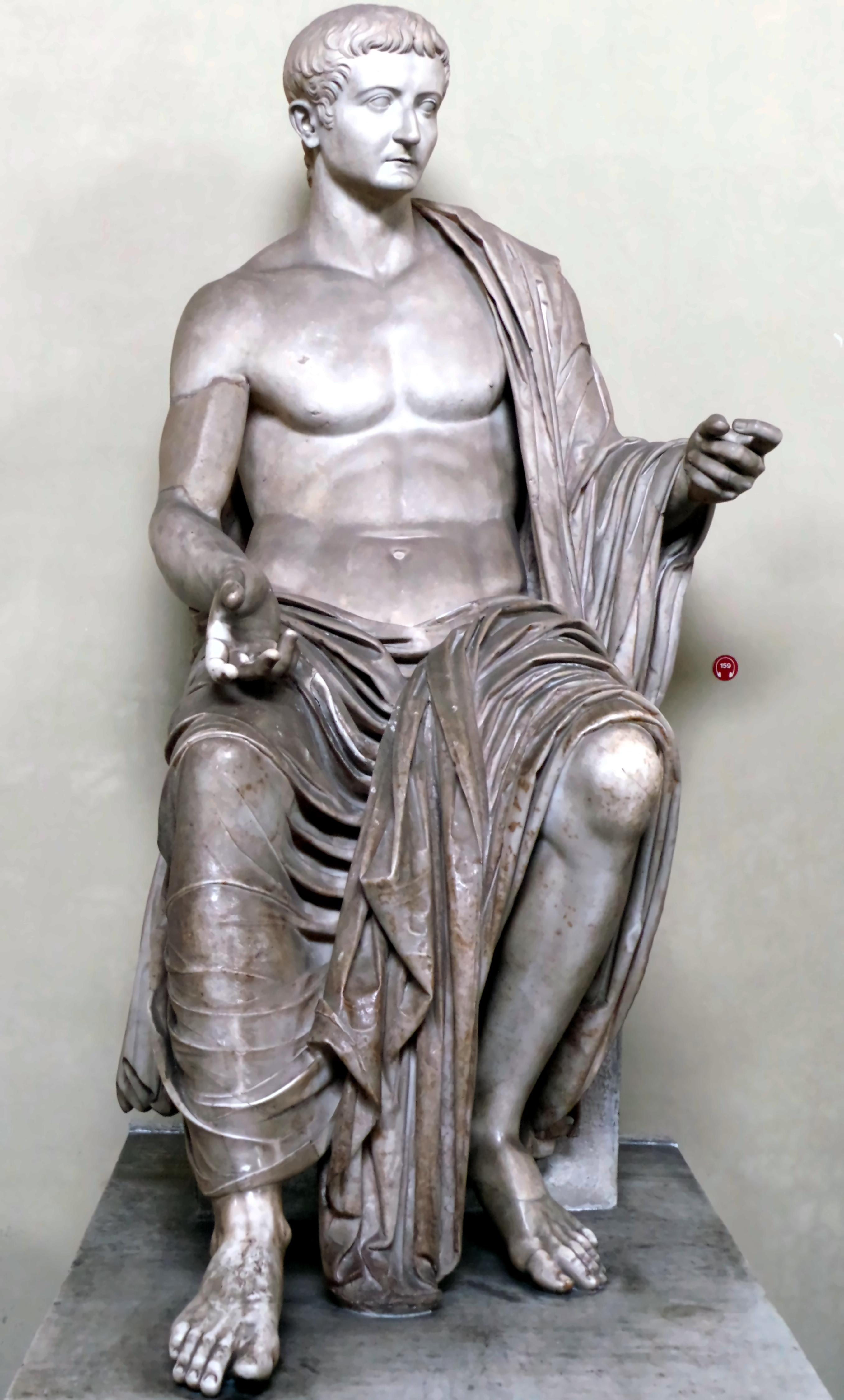
14: Tiberius este confirmat ca împărat roman de Senatul Roman.

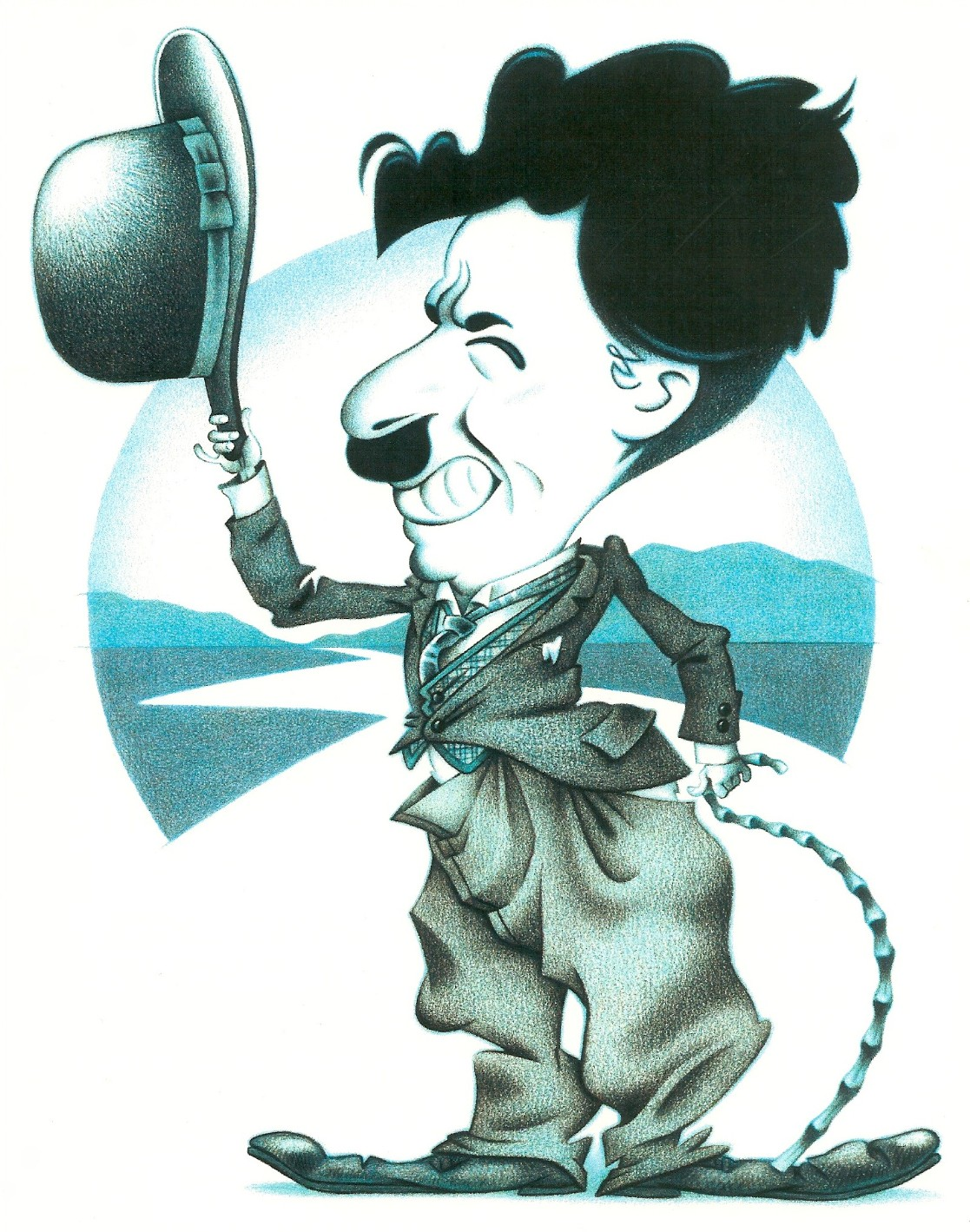
1952: Charlie Chaplin a părăsit Statele Unite pentru o călătorie în Europa și nu a putut intra înapoi în SUA la ordinul lui J. Edgar Hoover, directorul FBI.

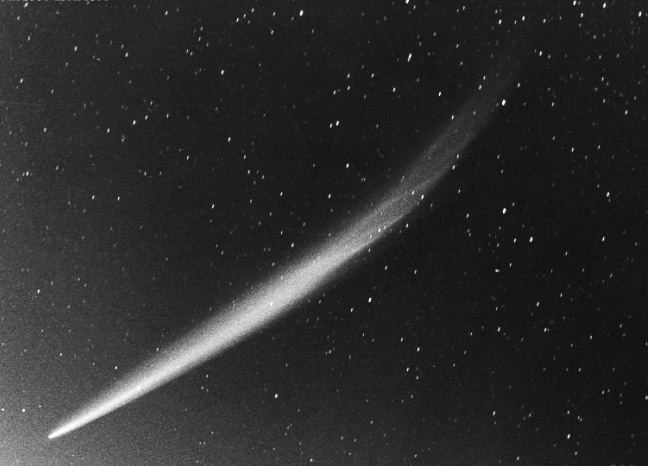
1965: Astronomii japonezi amatori descoperă cometa Ikeya-Seki. Cometa va deveni mai târziu atât de strălucitoare încât va putea fi văzută lângă Soare în timpul zilei. S-a dovedit a fi una dintre cele mai strălucitoare comete văzute în ultimii mii de ani și este uneori cunoscută sub numele de „Marea Cometă din 1965”.

- 0014: Tiberius este confirmat ca împărat roman de Senatul Roman în urma morții naturale al lui Augustus.
- 0096: Împăratul roman Domițian este asasinat în urma unei conjurații de palat. Va fi succedat de Nerva, care a fondat linia împăraților adoptivi.[1]
- 0324: Constantin cel Mare l-a învins pe Licinius în bătălia de la Chrysopolis, bătălie ce a adus Imperiul Roman sub controlul lui, și în cele din urmă a dus la creștinarea acestuia.[2]
- 1180: Filip Augustus devine rege al Franței la vârsta de cincisprezece ani.[3]
- 1544: Expediția lui Juan Bautista Pastene ajunge în Golful San Pedro din sudul Chile, reclamând teritoriul pentru Spania.[4]
- 1600: Mihai Viteazul este învins la Mirăslău de generalul Gheorghe Basta.
- 1714: George I ajunge în Marea Britanie pentru prima dată de când a devenit rege, de la 1 august.
- 1739: Este semnat Tratatul de la Belgrad, prin care Austria cedează Imperiului Otoman teritorii la sud de râurile Sava și Dunăre. Oltenia este reîncorporată în Țara Românească.
- 1793: George Washington pune prima piatră de temelie a Capitoliului Statelor Unite.
- 1809: „The Royal Opera House” din Covent Garden, Londra, distrusă în 1808, se redeschide cu premiera Macbeth, de William Shakespeare.
- 1812: Incendiul de la Moscova din 1812 se stinge după ce a distrus mai mult de trei sferturi din oraș. Napoleon se întoarce de la Palatul Petrovski la Kremlinul Moscovei, cruțat de incendiu.
- 1851: A apărut prima ediție a ziarului american The New York Times sub titlul „The New York Daily Times”.
- 1872: Regele Oscar al II-lea accede la tronul Suediei-Norvegiei.
- 1879: Prima vizită oficială a principelui Alexandru al Bulgariei în Regatul României (18/30 septembrie - 25 septembrie/7 octombrie).
- 1904: A apărut, la București, până în anul 1930, săptămânalul umoristic "Furnica".
- 1911: Regizorul Grigore Brezeanu a realizat primul film artistic românesc: "Amor fatal", "dramă sentimentală aranjată pentru cinematograf". Acesta corespundea aspectelor dominante ale producției mondiale din acea vreme. Din distribuție făceau parte Lucia Sturdza-Bulandra, Tony Bulandra, A. Barbelian.
- 1914: S-a încheiat Acordul secret ruso-român prin care Rusia, în schimbul neutralității prietenoase a României, recunoștea dreptul țării noastre asupra teritoriilor locuite de români aflate în Austro-Ungaria. (18 septembrie/1 octombrie)
- 1931: A început agresiunea Japoniei împotriva Chinei. Acțiunile agresive ale Japoniei au drept rezultat ocuparea în mai puțin de cinci luni a întregului teritoriu al Chinei de nord-est.
- 1934: Uniunea Sovietică devine cel de-al 59-lea membru al Ligii Națiunilor, părăsind izolarea sa politică.
- 1939: Al Doilea Război Mondial: Guvernul polonez al lui Ignacy Mościcki fuge în România.
- 1944 Al Doilea Război Mondial: Submarinul britanic HMS Tradewind torpileează vasul cargo japonez Junyō Maru, ucigând 5.600 de oameni, în majoritate muncitori sclavi și prizonieri de război.[5]
- 1947: A fost inaugurat Teatrul Municipal din București, cu piesa "Insula", de Mihail Sebastian.
- 1951: Premiera în S.U.A. a filmului Un tramvai numit dorință, realizat după piesa cu același titlu a dramaturgului american Tennessee Williams. Filmul a fost regizat de Elia Kazan, care a fost și regizorul piesei de teatru montată pe Broadway.
- 1952: Charlie Chaplin a părăsit Statele Unite pentru o călătorie în Europa și nu a putut intra înapoi în SUA la ordinul lui J. Edgar Hoover, directorul FBI.
- 1954: Președintele finlandez J.K. Paasikivi devine primul șef de stat occidental care primește cea mai înaltă onoare a Uniunii Sovietice, Ordinul Lenin.[6][7]
- 1962: Burundi, Jamaica, Rwanda și Trinidad și Tobago sunt admise în Națiunile Unite.
- 1965: Astronomii japonezi amatori descoperă cometa Ikeya-Seki. Cometa va deveni mai târziu atât de strălucitoare încât va putea fi văzută lângă Soare în timpul zilei. S-a dovedit a fi una dintre cele mai strălucitoare comete văzute în ultimii mii de ani și este uneori cunoscută sub numele de „Marea Cometă din 1965”.
- 1973: Bahamas, Republica Democrată Germania și Republica Federală Germania sunt admise în Națiunile Unite.
- 1974: A fost inaugurat, la Sfântu Gheorghe, județul Covasna, Monumentul Ostașului Român.
- 1977: Voyager 1 face prima fotografie în care Pământul și Luna pot fi văzute (în întregime) împreună.[8]
- 1997: A intrat în vigoare Convenția ONU asupra interzicerii folosirii, stocării, producerii și transferului de mine antipersonal.
- 1998: S-a înființat ICANN, o organizație non-profit care se ocupă cu asignarea numelor de domenii și a adreselor IP în Internet.
- 2001: Încep atacurile cu antrax. Scrisori care conțin spori antrax sunt trimise prin poștă către mai multe birouri de presă, la Princeton, New Jersey, ABC News, CBS News, NBC News, New York Post și National Enquirer. În total, douăzeci și două de persoane sunt expuse, rezultând cinci decese.
- 2014: Scoția votează împotriva independenței față de Regatul Unit, cu 55% la 45%. Prezența la vot a fost de 84,59%.

## Nașteri
- 0053: Traian, împărat roman (d. 117)
- 1434: Eleanor a Portugaliei, soția lui Frederic al III-lea, Împărat Roman (d. 1467)
- 1587: Francesca Caccini, compozitoare și interpretă italiană (d. 1640)
- 1709: Samuel Johnson, autor și lexicograf englez (d. 1784)

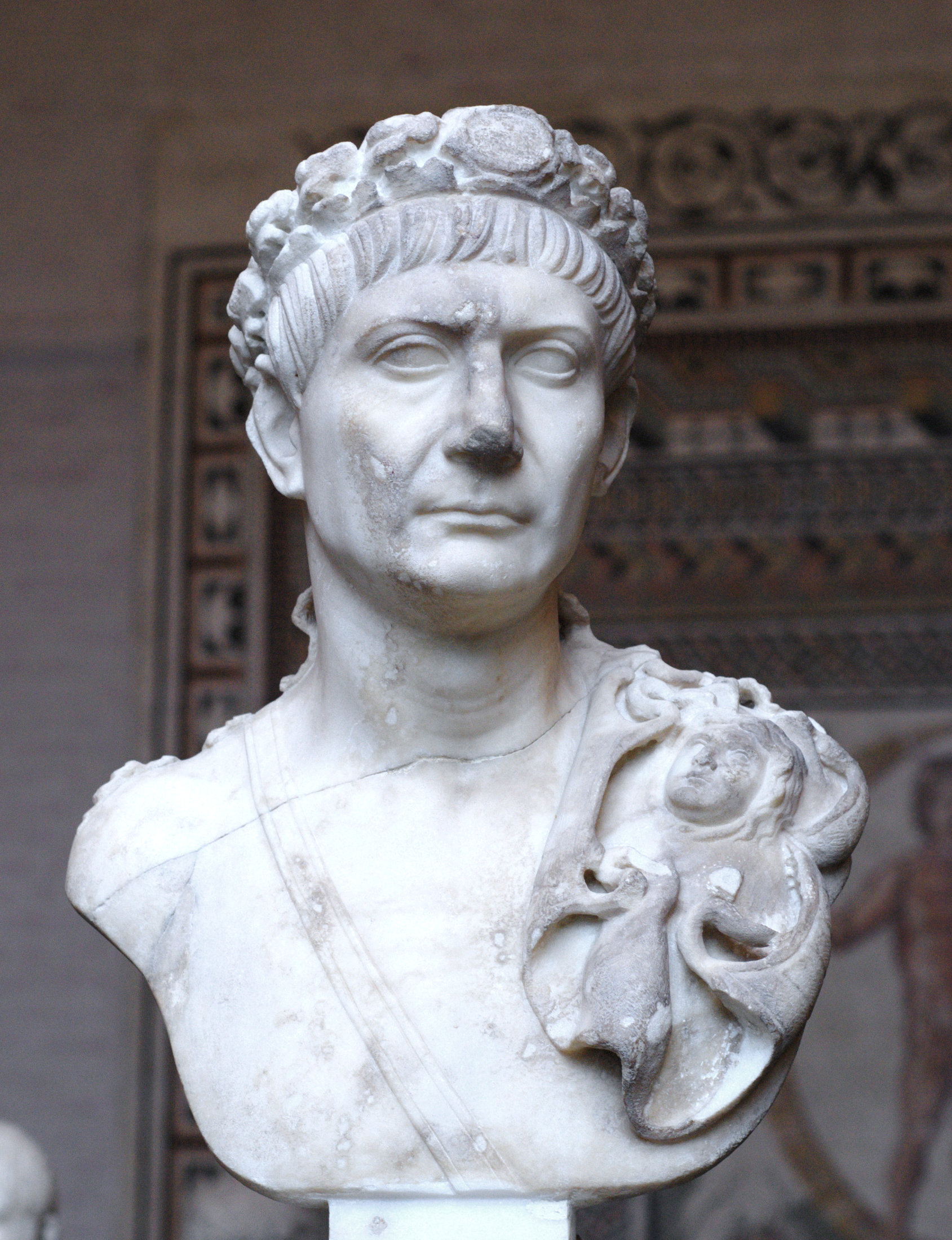
Traian, împărat roman
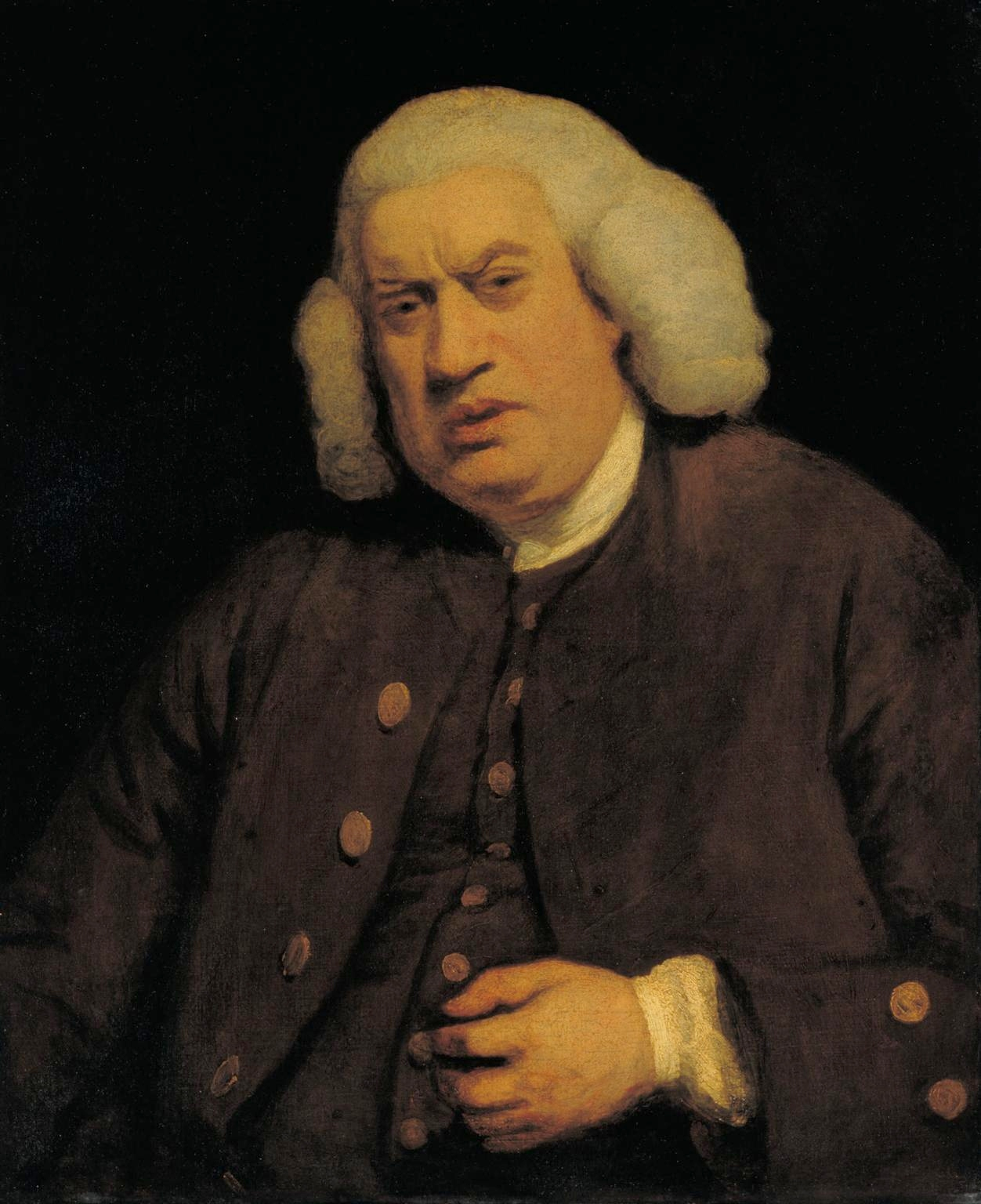
Samuel Johnson, autor și lexicograf englez
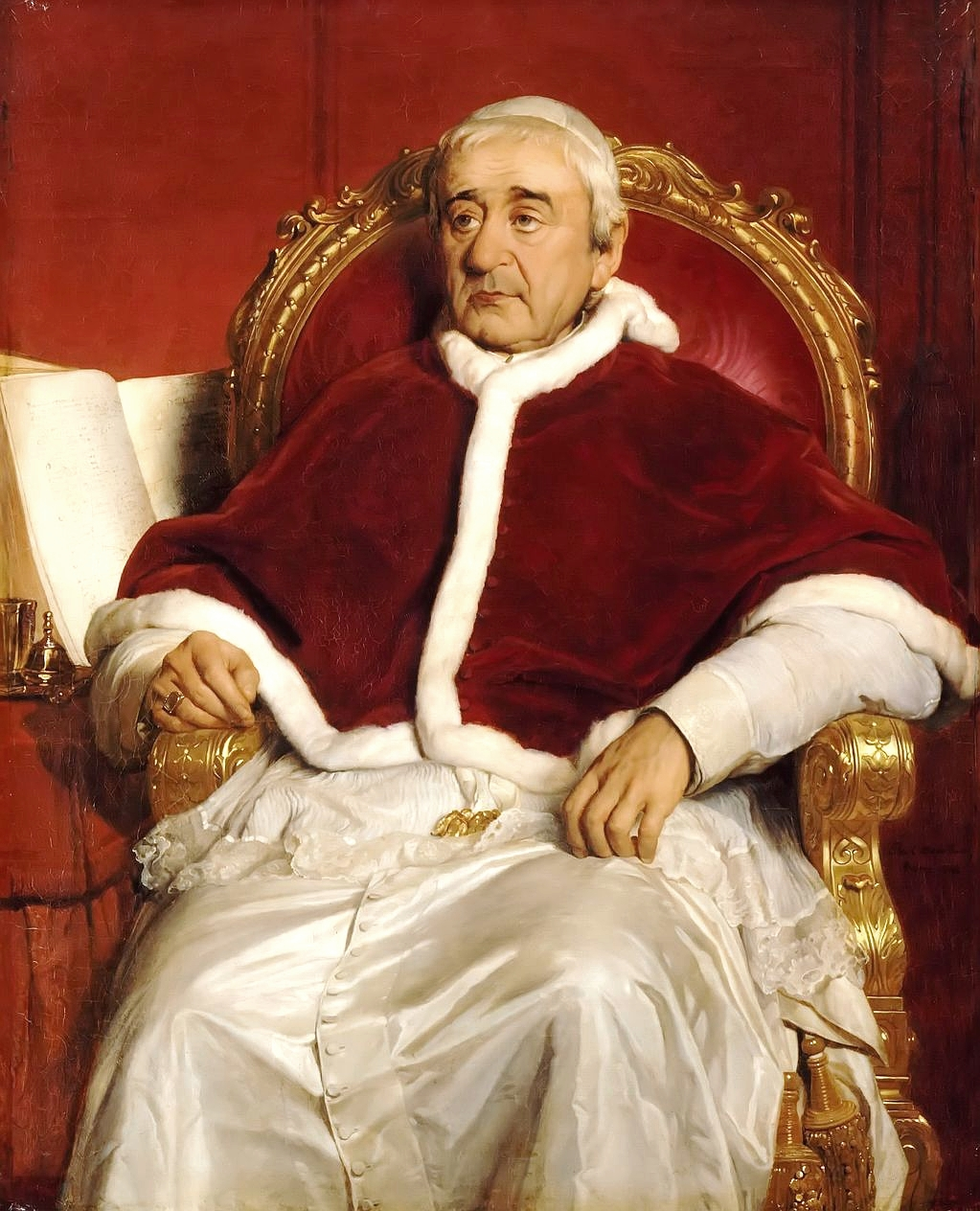
Papa Grigore al XVI-lea

- 1765: Papa Grigore al XVI-lea (d. 1846)
- 1786: Regele Christian al VIII-lea al Danemarcei și al Norvegiei (d. 1848)
- 1819: Léon Foucault, fizician și astronom francez (d. 1868)
- 1854: Viktor Dankl, feldmareșal austriac, oponent al naziștilor (d. 1941)
- 1884: Margit Slachta, călugăriță maghiară, dreaptă între popoare (d. 1974)
- 1894: Nico Klopp, pictor luxemburghez (d. 1930)
- 1905: Greta Garbo, actriță suedeză (d. 1990)
- 1905: Victoria Mierlescu, actriță română (d. 1992)
- 1907: Arșavir Acterian, avocat și scriitor român de etnie armeană (d. 1997)
- 1907: Edwin McMillan, chimist american, laureat al Premiului Nobel pentru chimie (d. 1991)
- 1923: Ana, Principesă de Bourbon-Parma, soția Regelui Mihai I al României (d. 2016)
- 1928: Nag Arnoldi, sculptor, pictor și profesor elvețiano-italian (d. 2017)
- 1929: Alla Horska, pictoriță, graficiană și artistă monumentală ucraineană (d. 1970)
- 1937: Alla Pokrovskaia, actriță sovietică și rusă (d. 2019)

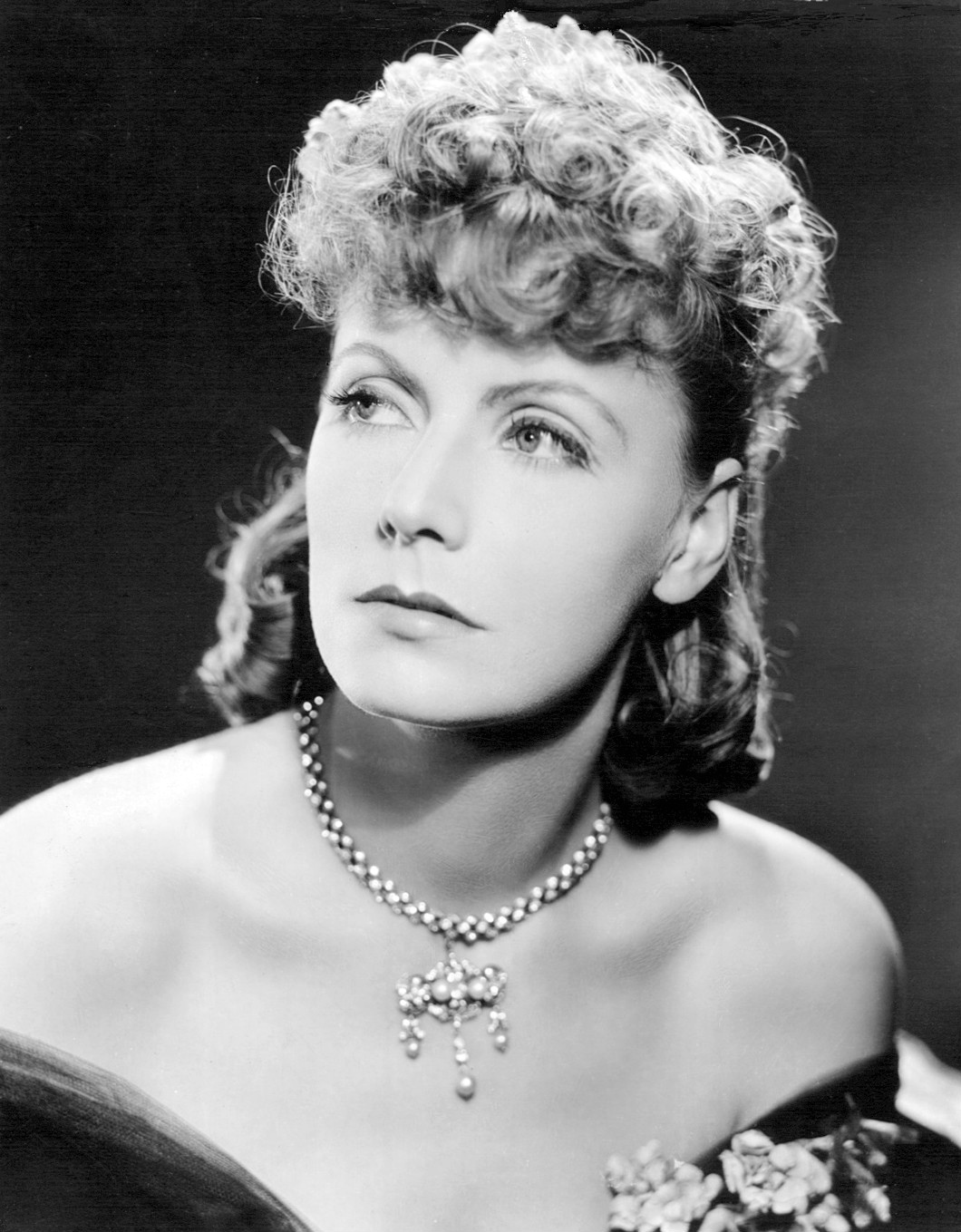
Greta Garbo, actriță suedeză
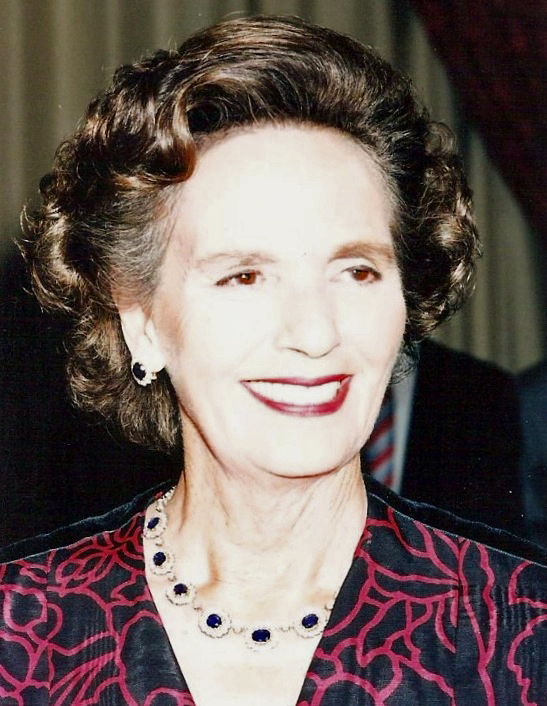
Ana, Principesă de Bourbon-Parma
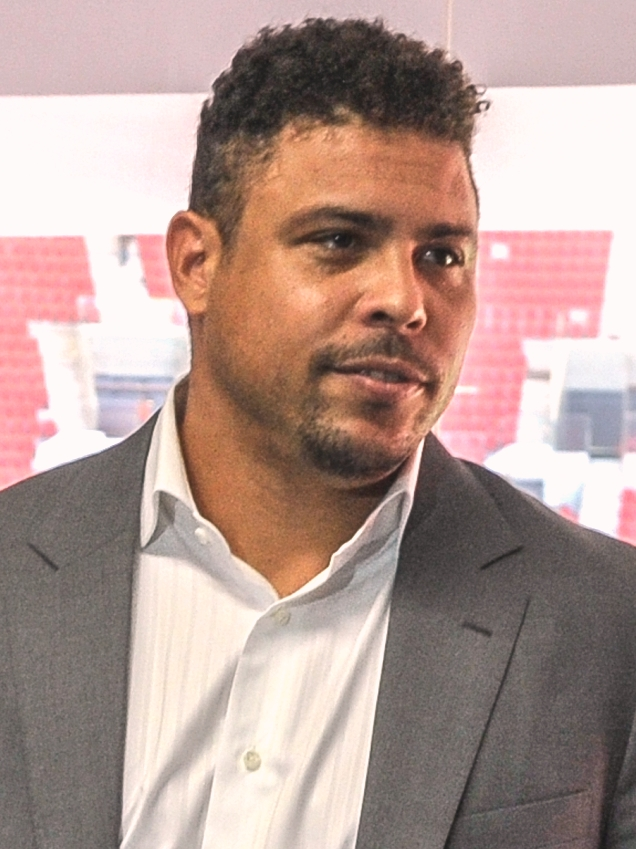
Ronaldo, fotbalist brazilian

- 1937: Elena Caragiu, actriță și scriitoare de origine română (d. 2024)
- 1948: Andrei Oișteanu, eseist și traducător român
- 1949: Peter Shilton, fotbalist englez
- 1952: Horia Rusu, politician liberal român (d. 2001)
- 1960: Petrică Mâțu Stoian, cântăreț român de muzică populară (d. 2021)
- 1961: James Gandolfini, actor italo-american (d. 2013)
- 1971: Anna Netrebko, soprană rusă
- 1971: Jada Pinkett Smith, actriță americană
- 1973: Mário Jardel, fotbalist brazilian
- 1974: Sol Campbell, fotbalist englez
- 1976: Ronaldo, fotbalist brazilian
- 1980: Daniela Cârlan, atletă română
- 1986: Renaud Lavillenie, atlet francez
- 1989: Serge Ibaka, baschetbalist spaniol

## Decese
- 0096: Domițian, împărat roman
- 0411: Constantin al III-lea, general și împărat roman
- 1180: Ludovic al VII-lea al Franței (n. 1120)
- 1651: Henriette Marie von der Pfalz, nobilă germană căsătorită în Transilvania (n. 1626)
- 1783: Leonhard Euler, matematician elvețian (n. 1707)

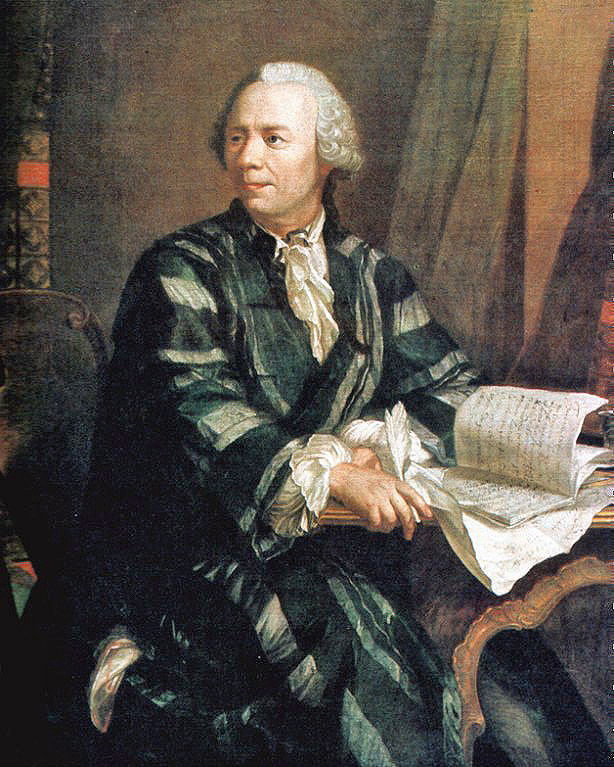
Leonhard Euler, matematician elvețian
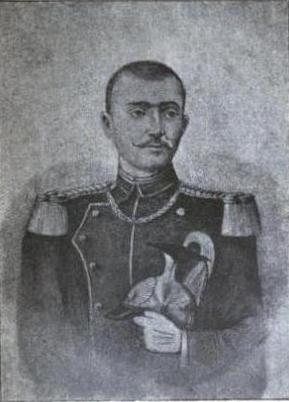
Vasile Cârlova, poet și ofițer român
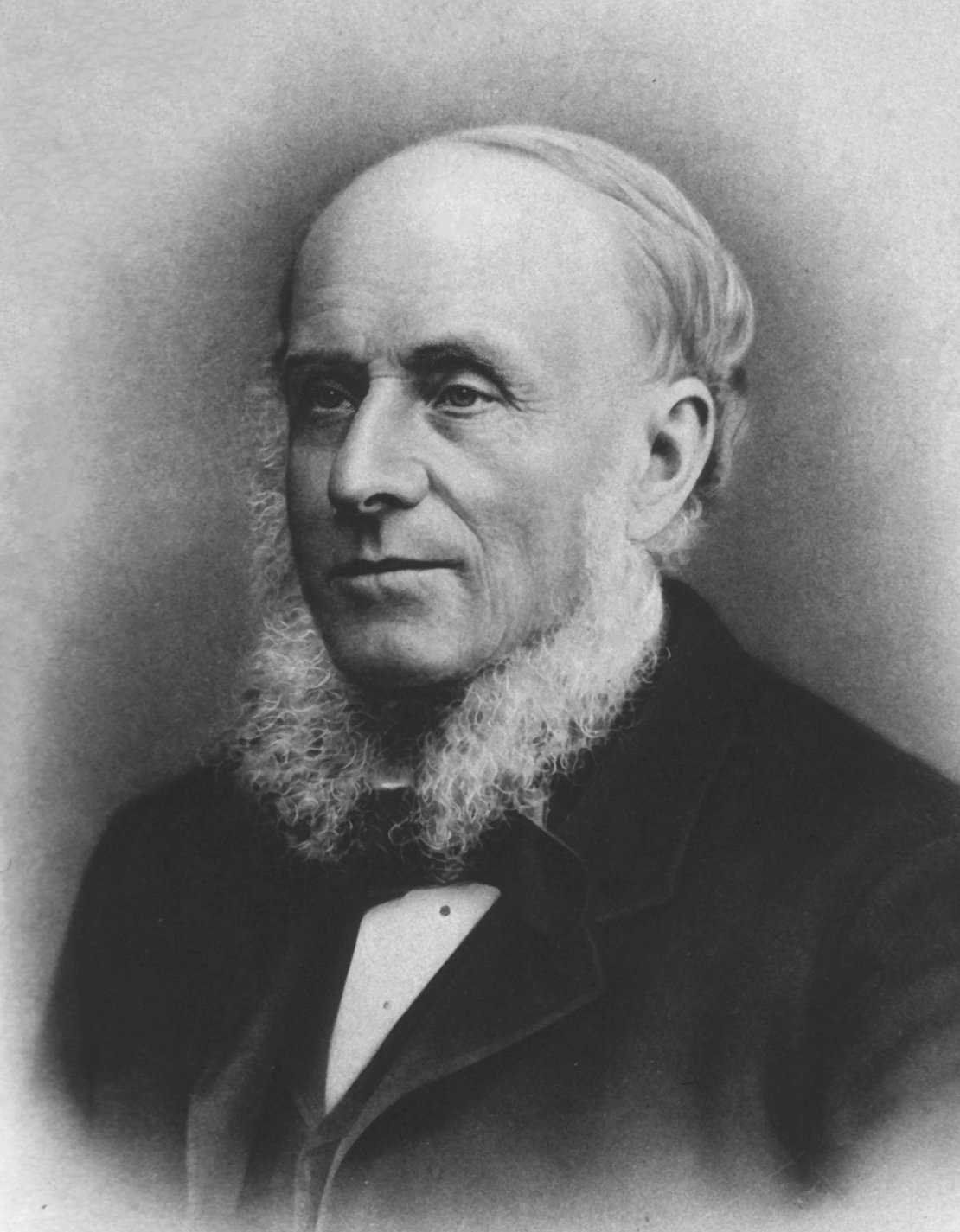
Alexander Bain, filozof, logician, psiholog și pedagog scoțian pozitivist

- 1831: Vasile Cârlova, poet și ofițer român (n. 1809)
- 1872: Carol al XV-lea al Suediei (n. 1826)
- 1903: Alexander Bain, filozof, logician, psiholog și pedagog scoțian pozitivist (n. 1818)
- 1909: Grigore Tocilescu, istoric, arheolog, epigrafist și folclorist român (n. 1850)
- 1929: Hippolyte Petitjean, pictor francez post-impresionist (d. 1854)
- 1940: Gheorghe Domășnean, general în armata austro-ungară, primar al Timișoarei (n. 1868)
- 1945: Raymund Netzhammer, arhiepiscop romano-catolic de București (n. 1862)
- 1961: Dag Hammarskjöld, diplomat, economist suedez, laureat Nobel (n. 1905)
- 1962: Krikor H. Zambaccian, critic și colecționar de artă, membru al Academiei Române (n. 1889)
- 1967: John Douglas Cockcroft, fizician britanic, laureat Nobel (n. 1897)
- 1970: James Marshall "Jimi" Hendrix, una dintre cele mai mari personalități ale hard-rock-ului, chitarist  (n. 1942)
- 1980: Katherine Anne Porter, scriitoare americană  (n. 1890)
- 2002: Mauro Ramos, fotbalist brazilian (n. 1930)
- 2010: Marin Tarangul, teolog, critic de artă, filosof și scriitor român (n. 1938)
- 2012: Romulus Vulpescu, poet, prozator, traducător român (n. 1933)
- 2012: Santiago Carillo, lider comunist spaniol (n. 1915)
- 2019: Alexandru Darie, regizor român de teatru (n. 1959)
- 2024: Salvatore Schillaci, fotbalist italian (n. 1964)

## Sărbători
- Ziua Internațională a Egalității de Salarizare (2019) - International Equal Pay Day;
- Sf. Eumenie, Ep. Gortinei; Sf. Mc. Ariadna și Castor (calendar ortodox);
- Chile: Ziua națională  - Aniversarea proclamării independenței (1810).